# Berberis veitchii
Berberis veitchii är en berberisväxtart som beskrevs av Camillo Karl Schneider. Berberis veitchii ingår i släktet berberisar, och familjen berberisväxter. Inga underarter finns listade i Catalogue of Life.